# Calophyllum tacamahaca
Calophyllum tacamahaca is een soort uit de clusiafamilie. De soort komt voor op de Mascarenen, Mauritius en Réunion.

## Gebruik
Net zoals bij Calophyllum inophyllum wordt uit de zaden een olie geperst. Het hout en de olie worden voor verschillende doeleinden gebruikt. Verder levert de boom ook nog een hars, Oost-Indische tacamahac genoemd.

## Synoniemen
De plant heeft de volgende synoniemen:
- Calophyllum lanceolarium Roxb.
- Calophyllum lanceolatum Blume
- Calophyllum spectabile Willd.